# Rugova-Schlucht

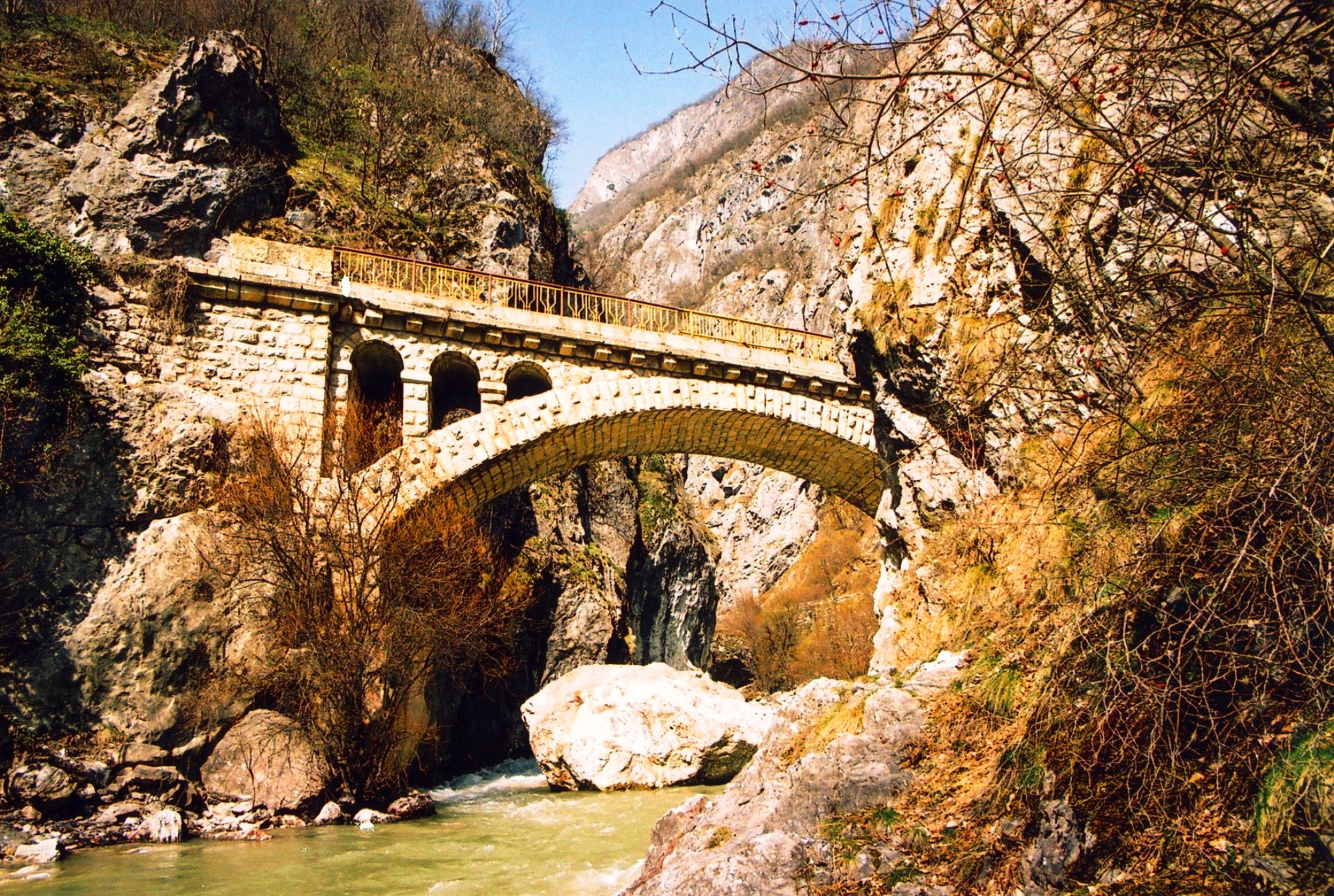
Brücke über die Rugova-Schlucht

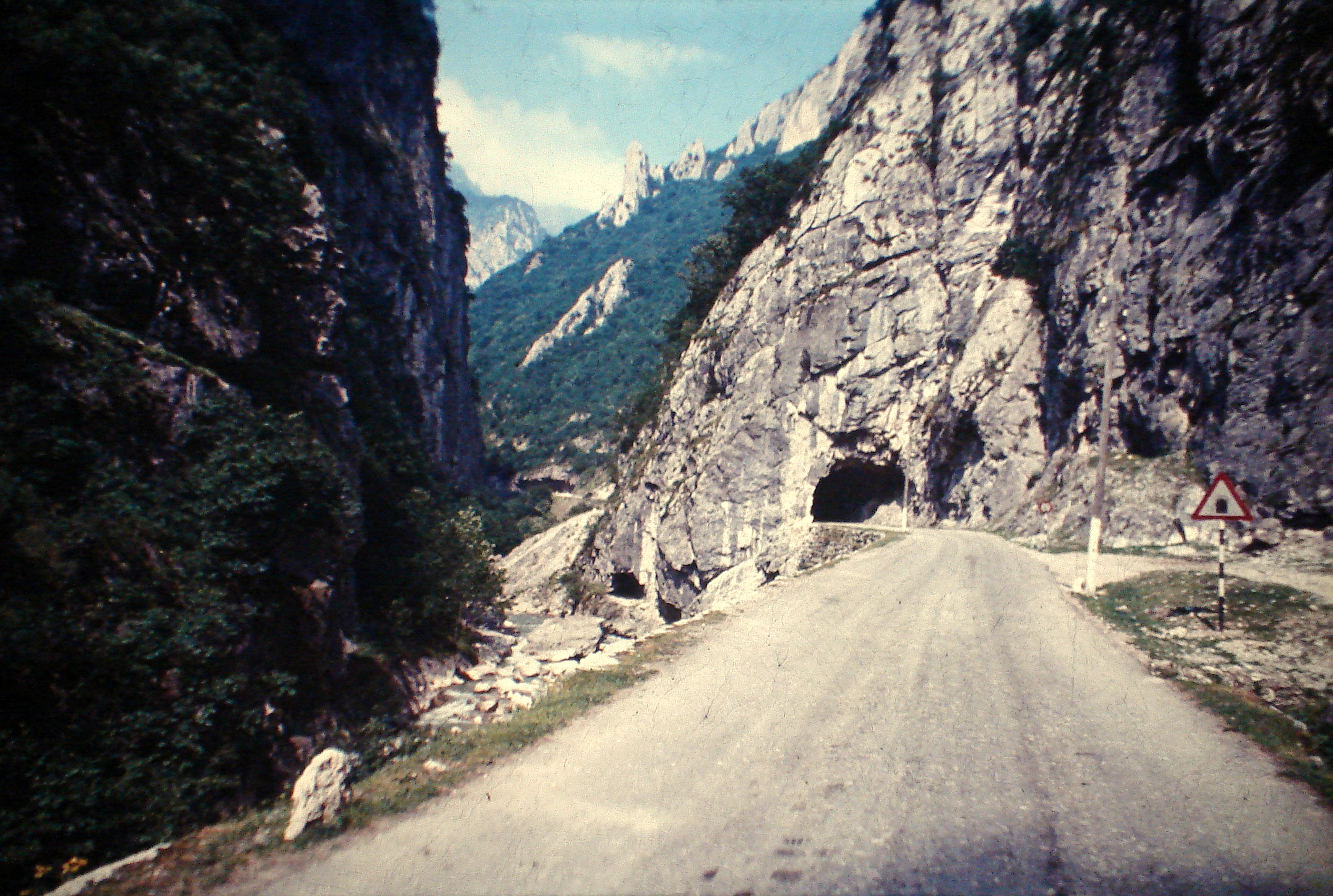
Straße durch die Schlucht im Jahr 1972

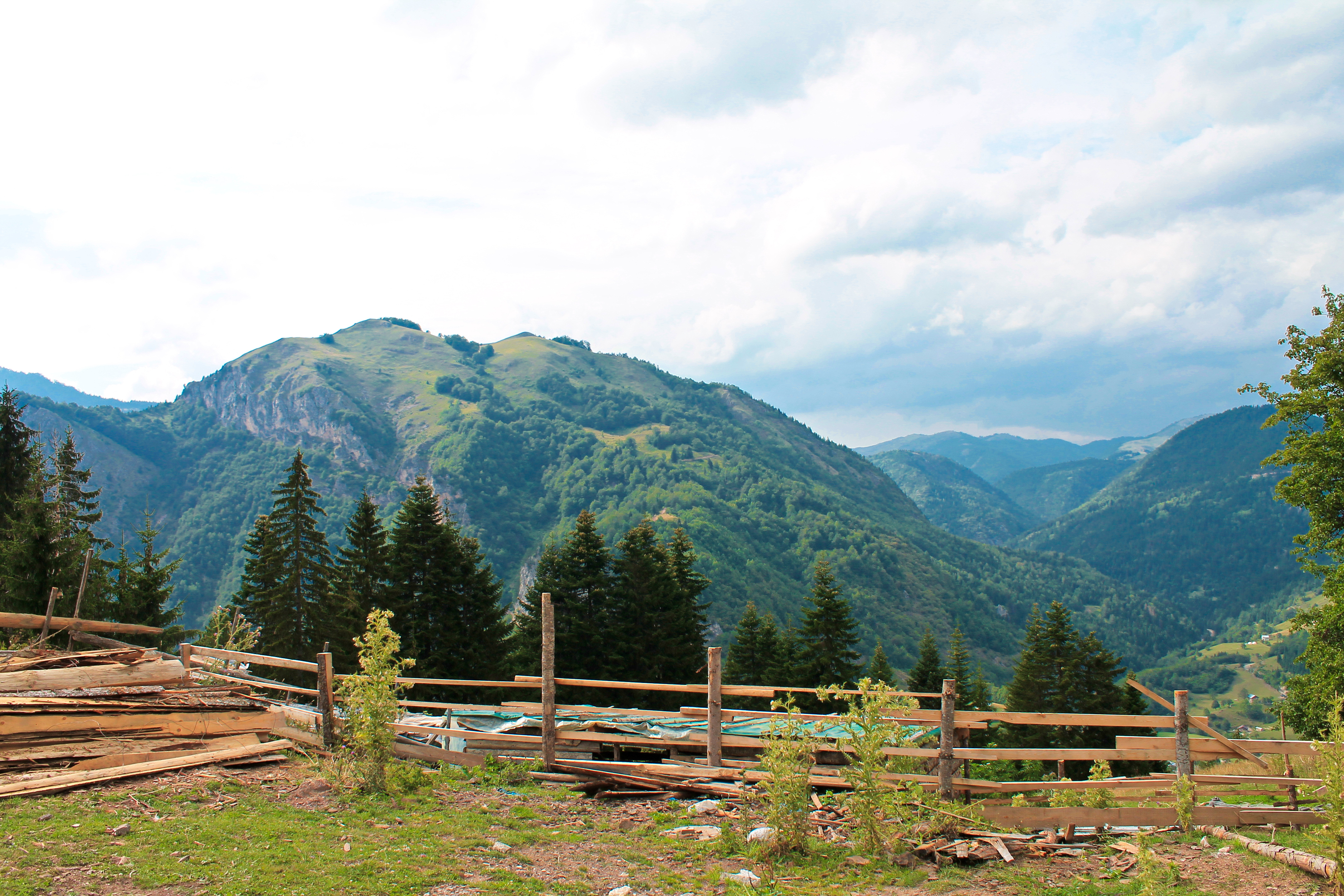
Oberhalb der Rugova-Schlucht

Die Rugova-Schlucht (albanisch Grykë/-a e Rugovës; serbisch Руговска клисура Rugovska klisura) ist eine ungefähr 25 Kilometer lange Schlucht im Westen des Kosovo. Sie liegt westlich der Stadt Peja (serbisch Peć) in den Albanischen Alpen nahe der montenegrinischen Grenze. Die Schlucht wird durch den Oberlauf der Bistrica e Pejës (Pećka Bistrica) gebildet, eines Nebenflusses des Weißen Drins.

## Lage und Erreichbarkeit
Dörfer im Rugova-Tal sind Drelaj, Shtupeq i Vogël und Kuqishta.
Durch die Schlucht verläuft die Straße M-9, die weiter zum Čakorpass und nach Montenegro führt. Die Grenze ist als Folge des Kosovokrieges seit 1999 geschlossen und die Straße an der Grenze blockiert. Die Wiedereröffnung der Straßenverbindung war für das Jahr 2011 geplant, wurde aber bisher nicht umgesetzt.

## Tourismus
Die Rugova-Schlucht gilt als eine der bekanntesten natürlichen Attraktionen des Kosovo. Mit Stand August 2013 ist die montenegrinische Seite der Straße zwar asphaltiert, der Übergang jedoch unpassierbar. Am Ausgang der Schlucht, etwa drei Kilometer westlich des Stadtzentrums von Peja, befindet sich das zum UNESCO-Weltkulturerbe zählende Patriarchenkloster Peć.
Zum touristischen Angebot zählen ein Klettersteig, der 2013 eröffnet wurde, und Wanderwege wie der Fernwanderweg Peaks of the Balkans.